# Nahla
Nahla (arab. نحلة) – wieś w Syrii, w muhafazie Idlib. W 2004 roku liczyła 1189 mieszkańców.